# Club Atlético Boca Juniors 2016
Questa voce raccoglie le informazioni riguardanti il Boca Juniors nelle competizioni ufficiali della stagione 2016.

## Maglie e sponsor
Il fornitore tecnico per il 2016 è Nike, mentre lo sponsor ufficiale è BBVA.
| 1ª divisa | 2ª divisa | 3ª divisa |

## Rosa
| N. |                      | Ruolo | Calciatore                   |
| -- | -------------------- | ----- | ---------------------------- |
| 1  | Argentina (bandiera) | P     | Agustín Orión                |
| 2  | Argentina (bandiera) | D     | Daniel Díaz (capitano)       |
| 3  | Argentina (bandiera) | D     | Jonathan Silva               |
| 4  | Argentina (bandiera) | D     | Gino Peruzzi                 |
| 5  | Argentina (bandiera) | C     | Fernando Gago                |
| 6  | Argentina (bandiera) | D     | Fernando Tobio               |
| 7  | Argentina (bandiera) | A     | Cristian Pavón               |
| 8  | Argentina (bandiera) | C     | Pablo Pérez                  |
| 9  | Italia (bandiera)    | A     | Daniel Osvaldo               |
| 10 | Argentina (bandiera) | A     | Carlos Tévez (vice capitano) |
| 11 | Argentina (bandiera) | C     | Federico Carrizo             |
| 13 | Uruguay (bandiera)   | D     | Alexis Rolín                 |
| 14 | Uruguay (bandiera)   | C     | Nicolás Lodeiro              |
| 15 | Argentina (bandiera) | C     | Gonzalo Maroni               |
| 16 | Argentina (bandiera) | A     | Nicolás Benegas              |
| 17 | Argentina (bandiera) | C     | César Meli                   |

| N. |                      | Ruolo | Calciatore           |
| -- | -------------------- | ----- | -------------------- |
| 18 | Argentina (bandiera) | C     | Nicolás Colazo       |
| 20 | Argentina (bandiera) | C     | Adrián Cubas         |
| 21 | Argentina (bandiera) | C     | Cristian Erbes       |
| 23 | Argentina (bandiera) | P     | Ramiro Martínez      |
| 24 | Colombia (bandiera)  | D     | Frank Fabra          |
| 25 | Argentina (bandiera) | A     | Andrés Chávez        |
| 26 | Argentina (bandiera) | D     | Pedro Silva Torrejón |
| 28 | Argentina (bandiera) | C     | Alexis Messidoro     |
| 29 | Argentina (bandiera) | C     | Leonardo Jara        |
| 31 | Argentina (bandiera) | P     | Guillermo Sara       |
| 33 | Argentina (bandiera) | D     | Juan Insaurralde     |
| 34 | Argentina (bandiera) | A     | Sebastián Palacios   |
| 35 | Argentina (bandiera) | D     | Nahuel Molina Lucero |
| 30 | Uruguay (bandiera)   | C     | Rodrigo Bentancur    |
| 40 | Argentina (bandiera) | C     | Julián Chicco        |

## Calciomercato
| Acquisti | Acquisti                | Acquisti               | Acquisti                 |
| R.       | Nome                    | da                     | Modalità                 |
| -------- | ----------------------- | ---------------------- | ------------------------ |
| P        | Ramiro Martínez         | Estudiantes (BA)       | fine prestito            |
| D        | Nahuel Zárate           | Godoy Cruz             | fine prestito            |
| D        | Claudio Pérez           | Belgrano               | fine prestito            |
| D        | Jonathan Silva          | Sporting Lisbona       | prestito (100.000 €)     |
| D        | Frank Fabra             | Independiente Medellín | definitivo (1.390.000 €) |
| D        | Juan Manuel Insaurralde | Chiapas                | definitivo (920.000 €)   |
| C        | Federico Carrizo        | Cruz Azul              | fine prestito            |
| C        | Luciano Acosta          | Estudiantes (LP)       | fine prestito            |
| C        | Joel Acosta             | Olimpo                 | Ffne prestito            |
| C        | Leonardo Jara           | Estudiantes (LP)       | definitivo (2.250.000 €) |
| A        | Daniel Osvaldo          | -                      | svincolato               |

| Cessioni | Cessioni          | Cessioni           | Cessioni                  |
| R.       | Nome              | a                  | Modalità                  |
| -------- | ----------------- | ------------------ | ------------------------- |
| D        | Fabián Monzón     | Catania            | fine prestito             |
| D        | José Fuenzalida   | -                  | rescissione               |
| D        | Nahuel Zárate     | Unión (SF)         | prestito                  |
| D        | Juan Komar        | Talleres (C)       | prestito                  |
| D        | Claudio Pérez     | -                  | rescissione               |
| D        | Lisandro Magallán | Defensa y Justicia | prestito                  |
| D        | Leandro Marín     | Tigre              | prestito                  |
| C        | Tomás Pochettino  | Defensa y Justicia | prestito                  |
| C        | Luciano Acosta    | D.C. United        | prestito                  |
| C        | Federico Bravo    | New York City      | prestito                  |
| C        | Joel Acosta       | Pescara            | prestito                  |
| A        | Jonathan Calleri  | Dep. Maldonado     | definitivo (11.000.000 €) |
| A        | Daniel Osvaldo    | -                  | rescissione               |

## Risultati
Tutti gli orari indicati sono riferiti al fuso UTC-3

### Primera División
| Data                     | Squadra            | Risultato | Squadra            | Classifica | Note                    |
| ------------------------ | ------------------ | --------- | ------------------ | ---------- | ----------------------- |
| 6 febbraio 2016 - 21:00  | Temperley          | 0 - 0     | Boca Juniors       | 10°        | Fecha 1                 |
| 14 febbraio 2016 - 19:15 | Boca Juniors       | 0 - 1     | Atl. Tucumán       | 12°        | Fecha 2                 |
| 17 febbraio 2016 - 21:15 | San Martín (SJ)    | 0 - 1     | Boca Juniors       | 8°         | Fecha 3                 |
| 20 febbraio 2016 - 21:15 | Boca Juniors       | 4 - 1     | Newell's Old Boys  | 4°         | Fecha 4                 |
| 28 febbraio 2016 - 19:15 | Racing Club        | 1 - 0     | Boca Juniors       | 5°         | Fecha 5                 |
| 6 marzo 2016 - 17:00     | River Plate        | 0 - 0     | Boca Juniors       | 6°         | Fecha 6 - Superclásico  |
| 14 marzo 2016 - 21:00    | Boca Juniors       | 2 - 1     | Unión (SF)         | 6°         | Fecha 7                 |
| 20 marzo 2016 - 20:00    | Lanús              | 2 - 0     | Boca Juniors       | 8°         | Fecha 8                 |
| 2 aprile 2016 - 17:45    | Boca Juniors       | 3 - 0     | Atlético Rafaela   | 7°         | Fecha 9                 |
| 10 aprile 2016 - 20:00   | Tigre              | 2 - 0     | Boca Juniors       | 8°         | Fecha 10                |
| 16 aprile 2016 - 18:30   | Boca Juniors       | 4 - 1     | Aldosivi           | 5°         | Fecha 11                |
| 24 aprile 2016 - 16:15   | Boca Juniors       | 0 - 0     | River Plate        | 5°         | Fecha 12 - Superclásico |
| 30 aprile 2016 - 20:10   | Argentinos Juniors | 1 - 0     | Boca Juniors       | 7°         | Fecha 13                |
| 8 maggio 2016 - 18:30    | Boca Juniors       | 0 - 0     | Huracán            | 9°         | Fecha 14                |
| 15 maggio 2016 - 20:00   | Estudiantes (LP)   | 3 - 1     | Boca Juniors       | 9°         | Fecha 15                |
| 22 maggio 2016 - 18:30   | Boca Juniors       | 0 - 0     | Defensa y Justicia | 10°        | Fecha 16                |

### Supercopa Argentina
| Arbitro: | Darío Herrera |

|  |           |                                              |
|  | Marcatori | Belluschi 44’ Barrientos 74’, 83’ Blandi 89’ |

### Coppa Libertadores

#### Seconda fase - Fase a gironi
| Palmira 24 febbraio 2016, ore 19:45 UTC-5 1ª giornata | Deportivo Cali | 0 – 0 referto | Boca Juniors | Estadio Deportivo Cali |

| Buenos Aires 3 marzo 2016, ore 19:30 UTC-3 2ª giornata | Boca Juniors | 0 – 0 referto | Racing Club | Estadio Alberto J. Armando |

| La Paz 10 marzo 2016, ore 20:45 UTC-4 3ª giornata | Bolívar | 1 – 1 referto | Boca Juniors | Estadio Hernando Siles |

| Buenos Aires 7 aprile 2016, ore 19:30 UTC-3 4ª giornata | Boca Juniors | 3 – 1 referto | Bolívar | Estadio Alberto J. Armando |

| Avellaneda 13 aprile 2016 5ª giornata | Racing Club | 0 – 1 referto | Boca Juniors | Stadio Juan Domingo Perón |

| Buenos Aires 20 aprile 2016, ore 19:30 UTC-3 6ª giornata | Boca Juniors | 6 – 2 referto | Deportivo Cali | Estadio Alberto J. Armando |

#### Fase ad eliminazione diretta
| 28 aprile 2016, ore 20:45 UTC-4 Ottavi di finale - Andata | Cerro Porteño | 1 – 2 referto | Boca Juniors |  |

| Buenos Aires 5 maggio 2016, ore 21:45 UTC-3 Ottavi di finale - Ritorno | Boca Juniors | 3 – 1 referto | Cerro Porteño | Estadio Alberto J. Armando |

| 12 maggio 2016, ore 19:30 UTC-3 Quarti di finale - Andata | Nacional | 1 – 1 referto | Boca Juniors |  |

| Buenos Aires 19 maggio 2016, ore 20:15 UTC-3 Quarti di finale - Ritorno | Boca Juniors         | 1 – 1 referto | Nacional | Estadio Alberto J. Armando |
| \| \| \| \| \| \| Tiri di rigore 4 – 3 \| \|                            |                      |               |          |                            |
|                                                                         |                      |               |          |                            |
|                                                                         | Tiri di rigore 4 – 3 |               |          |                            |

| 6 luglio 2016 Semifinale - Andata | Independiente del Valle | 2 – 1 referto | Boca Juniors |  |

| Buenos Aires 13 luglio 2016 Semifinale - Ritorno | Boca Juniors | 2 – 3 | Independiente del Valle | Estadio Alberto J. Armando |

## Statistiche

### Statistiche di squadra
| Competizione        | Punti | In casa | In casa | In casa | In casa | In casa | In casa | In trasferta | In trasferta | In trasferta | In trasferta | In trasferta | In trasferta | Totale | Totale | Totale | Totale | Totale | Totale | DR |
| Competizione        | Punti | G       | V       | N       | P       | Gf      | Gs      | G            | V            | N            | P            | Gf           | Gs           | G      | V      | N      | P      | Gf     | Gs     | DR |
| ------------------- | ----- | ------- | ------- | ------- | ------- | ------- | ------- | ------------ | ------------ | ------------ | ------------ | ------------ | ------------ | ------ | ------ | ------ | ------ | ------ | ------ | -- |
| Primera División    | 20    | 8       | 4       | 3       | 1       | 13      | 4       | 8            | 1            | 2            | 5            | 2            | 9            | 16     | 5      | 5      | 6      | 15     | 13     | +2 |
| Supercopa Argentina | -     | 1       | 0       | 0       | 1       | 0       | 4       | 0            | 0            | 0            | 0            | 0            | 0            | 1      | 0      | 0      | 1      | 0      | 4      | -4 |
| Coppa Libertadores  | 12    | 6       | 3       | 2       | 1       | 15      | 8       | 6            | 2            | 3            | 1            | 6            | 5            | 12     | 5      | 5      | 2      | 21     | 13     | +8 |
| Totale              | -     | 15      | 7       | 5       | 3       | 28      | 16      | 14           | 3            | 5            | 6            | 8            | 14           | 29     | 10     | 10     | 9      | 36     | 30     | +6 |

### Statistiche individuali
| 1  | Agustín Orion (4° VC)   | P | 22 | -19 | 0 | 2 | 0 | 12   | -9 | 0 | 1 | 0 | 1   | -4 | 0 | 0 | 0 | 9   | -6 | 0 | 1 | 0 |
| 23 | Ramiro Martínez         | P | 0  | 0   | 0 | 0 | 0 | 0    | 0  | 0 | 0 | 0 | 0   | 0  | 0 | 0 | 0 | 0   | 0  | 0 | 0 | 0 |
| 31 | Guillermo Sara          | P | 6  | -6  | 0 | 0 | 0 | 4+1  | -4 | 0 | 0 | 0 | 0   | 0  | 0 | 0 | 0 | 1   | -2 | 0 | 0 | 0 |
|    |                         |   |    |     |   |   |   |      |    |   |   |   |     |    |   |   |   |     |    |   |   |   |
| 2  | Daniel Díaz (C)         | D | 18 | 0   | 0 | 4 | 0 | 7+1  | 0  | 0 | 3 | 0 | 1   | 0  | 0 | 0 | 0 | 9   | 0  | 0 | 1 | 0 |
| 3  | Jonathan Silva          | D | 21 | 1   | 0 | 5 | 0 | 15   | 1  | 0 | 2 | 0 | 1   | 0  | 0 | 1 | 0 | 2+3 | 0  | 0 | 2 | 0 |
| 4  | Gino Peruzzi            | D | 10 | 0   | 0 | 2 | 0 | 3    | 0  | 0 | 1 | 0 | 1   | 0  | 0 | 0 | 0 | 6   | 0  | 0 | 1 | 0 |
| 6  | Fernando Tobio          | D | 17 | 0   | 0 | 4 | 0 | 12   | 0  | 0 | 4 | 0 | 1   | 0  | 0 | 0 | 0 | 1+3 | 0  | 0 | 0 | 0 |
| 13 | Alexis Rolín            | D | 4  | 0   | 0 | 1 | 0 | 3    | 0  | 0 | 0 | 0 | 0   | 0  | 0 | 0 | 0 | 1   | 0  | 0 | 0 | 0 |
| 24 | Frank Fabra             | D | 10 | 2   | 1 | 2 | 0 | 2    | 0  | 1 | 0 | 0 | 0   | 0  | 0 | 0 | 0 | 8   | 2  | 0 | 2 | 0 |
| 26 | Pedro Silva Torrejón    | D | 2  | 0   | 0 | 0 | 0 | 0+2  | 0  | 0 | 0 | 0 | 0   | 0  | 0 | 0 | 0 | 0   | 0  | 0 | 0 | 0 |
| 33 | Juan Manuel Insaurralde | D | 22 | 0   | 0 | 9 | 0 | 12   | 0  | 0 | 4 | 0 | 1   | 0  | 0 | 0 | 0 | 9   | 0  | 0 | 5 | 0 |
| 35 | Nahuel Molina Lucero    | D | 9  | 0   | 1 | 0 | 0 | 8    | 0  | 1 | 0 | 0 | 0   | 0  | 0 | 0 | 0 | 1   | 0  | 0 | 0 | 0 |
|    |                         |   |    |     |   |   |   |      |    |   |   |   |     |    |   |   |   |     |    |   |   |   |
| 5  | Fernando Gago (3° VC)   | C | 18 | 1   | 0 | 4 | 0 | 9+2  | 0  | 0 | 3 | 0 | 0+1 | 0  | 0 | 0 | 0 | 6   | 1  | 0 | 1 | 0 |
| 8  | Pablo Pérez             | C | 19 | 1   | 2 | 9 | 1 | 8+2  | 0  | 1 | 5 | 1 | 1   | 0  | 0 | 1 | 0 | 7+1 | 1  | 1 | 3 | 0 |
| 11 | Federico Carrizo        | C | 14 | 3   | 1 | 1 | 0 | 5+3  | 1  | 1 | 0 | 0 | 0   | 0  | 0 | 0 | 0 | 4+2 | 2  | 0 | 0 | 0 |
| 14 | Nicolás Lodeiro         | C | 17 | 5   | 0 | 2 | 0 | 6+3  | 3  | 0 | 1 | 0 | 0+1 | 0  | 0 | 0 | 0 | 6+1 | 2  | 0 | 1 | 0 |
| 15 | Gonzalo Maroni          | C | 1  | 0   | 0 | 0 | 0 | 0+1  | 0  | 0 | 0 | 0 | 0   | 0  | 0 | 0 | 0 | 0   | 0  | 0 | 0 | 0 |
| 17 | César Meli              | C | 21 | 0   | 2 | 2 | 0 | 4+6  | 0  | 1 | 0 | 0 | 1   | 0  | 0 | 0 | 0 | 6+4 | 0  | 1 | 2 | 0 |
| 18 | Nicolás Colazo          | C | 4  | 0   | 0 | 0 | 0 | 3+1  | 0  | 0 | 0 | 0 | 0   | 0  | 0 | 0 | 0 | 0   | 0  | 0 | 0 | 0 |
| 20 | Adrián Cubas            | C | 11 | 0   | 0 | 3 | 0 | 5+1  | 0  | 0 | 1 | 0 | 1   | 0  | 0 | 1 | 0 | 4   | 0  | 0 | 1 | 0 |
| 21 | Cristian Erbes (5° VC)  | C | 4  | 0   | 0 | 1 | 0 | 2    | 0  | 0 | 1 | 0 | 0   | 0  | 0 | 0 | 0 | 2   | 0  | 0 | 0 | 0 |
| 28 | Alexis Messidoro        | C | 5  | 1   | 0 | 1 | 0 | 4+1  | 1  | 0 | 1 | 0 | 0   | 0  | 0 | 0 | 0 | 0   | 0  | 0 | 0 | 0 |
| 29 | Leonardo Jara           | C | 15 | 1   | 2 | 1 | 0 | 8+1  | 0  | 1 | 1 | 0 | 0   | 0  | 0 | 0 | 0 | 5+1 | 1  | 1 | 0 | 0 |
| 30 | Rodrigo Bentancur       | C | 15 | 1   | 0 | 2 | 0 | 9+2  | 1  | 0 | 2 | 0 | 0   | 0  | 0 | 0 | 0 | 1+3 | 0  | 0 | 0 | 0 |
| 40 | Julián Chicco           | C | 3  | 0   | 0 | 1 | 0 | 3    | 0  | 0 | 1 | 0 | 0   | 0  | 0 | 0 | 0 | 0   | 0  | 0 | 0 | 0 |
|    |                         |   |    |     |   |   |   |      |    |   |   |   |     |    |   |   |   |     |    |   |   |   |
| 7  | Cristian Pavón          | A | 10 | 2   | 1 | 3 | 1 | 2+1  | 0  | 0 | 0 | 0 | 0   | 0  | 0 | 0 | 0 | 7   | 2  | 1 | 3 | 1 |
| 9  | Daniel Osvaldo          | A | 5  | 0   | 0 | 0 | 0 | 3    | 0  | 0 | 0 | 0 | 0+1 | 0  | 0 | 0 | 0 | 0+1 | 0  | 0 | 0 | 0 |
| 10 | Carlos Tevez (2° VC)    | A | 22 | 9   | 3 | 4 | 0 | 10+1 | 4  | 2 | 1 | 0 | 1   | 0  | 0 | 0 | 0 | 10  | 5  | 1 | 3 | 0 |
| 16 | Nicolás Benegas         | A | 4  | 0   | 0 | 0 | 0 | 2+2  | 0  | 0 | 0 | 0 | 0   | 0  | 0 | 0 | 0 | 0   | 0  | 0 | 0 | 0 |
| 25 | Andrés Chávez           | A | 21 | 4   | 1 | 2 | 0 | 4+8  | 3  | 0 | 2 | 0 | 1   | 0  | 0 | 0 | 0 | 4+4 | 1  | 1 | 0 | 0 |
| 34 | Sebastián Palacios      | A | 19 | 2   | 1 | 3 | 0 | 12+1 | 1  | 1 | 2 | 0 | 0   | 0  | 0 | 0 | 0 | 1+5 | 1  | 0 | 1 | 0 |